# Любомир Милетич
Любомир Милетич (болг. Любомир Милетич, нар. 14 січня 1863 — пом. 1 червня 1937) — провідний болгарський лінгвіст, етнограф та історик. Керівник Болгарської академії наук.

## Біографія
Любомир Милетич народився 1863 року у Штипі, тепер Північна Македонія у болгарській родині, родом з Едірне. Його прадід, воєвода Миле, покинув Едірне та оселився в австрійському Банаті на початку 19-ого століття. Там також народився його дід Сімо. У Сімо було два сини — Светозар та Джордже. Останній і був батьком Любомира. Він недовго пожив у Боснії та Північній Африці, але повернувся на батьківщину і працював вчителем. Мати Любомира Евка Попдаова народилась у Велесі.
Любомир вчився у Софії та Новому Саді, але закінчив школу у Загребі. А у 1882 році закінчив Загребський університет та Карлів університет за спеціальністю слов'янознавство. У 1888 році Милетич брав участь у заснуванні Софійського університету. У 1889 році він став доктором слов'янської філології Загребського університету. Протягом навчального 1903-04 року він був деканом Факультету історії та філології Софійського університету. А в 1900-01 та 1921-22 роках працював ректором цього ж університету.
З 1898 року Милетич був членом Болгарської академії наук, яку він очолював з 1926 року і до своєї смерті. Так само він був керівником Македонського наукового інституту з 1927 року.
Мелітич був доктором Гонорис кауза Харківського університету, членом-кореспондентом Російської академії наук, Російського історичного співтовариства, Польської академії знань, Південно-слов'янської академії наук, Чеської академії наук, Чеського наукового співтовариства, Чеського етнографічного співтовариства, Угорського етнографічного співтовариства та Російського археологічного інституту.
Помер Милетич 1 червня 1937 року у Софії.